# Trigona fuscipennis
Trigona fuscipennis là một loài Hymenoptera trong họ Apidae. Loài này được Friese mô tả khoa học năm 1900.